# 阿肯
阿肯（英語：Akon；1973年4月30日—），原名阿利奧姆·達馬拉·巴德拉·阿肯·蒂亞姆（Aliaume Damala Badara Akon Thiam），嘻哈及R&B歌手、詞曲作家及音樂製作人。Akon於2004年憑首張專輯Trouble中的單曲《Locked Up》而開始受人認識，其後的專輯Konvicted中的單曲《Smack That》更令他獲得葛萊美獎提名。他於Billboard Hot 100中擁有130首客串歌曲及18首單曲的紀錄，亦是史上第一位同時佔據兩次Billboard Hot 100第1及第2位的藝人。

## 歷史

### 背景
Akon是一個爵士樂演奏者Mor Thiam的兒子。他出生於美國密蘇里州聖路易斯，其後經常於美國及塞內加爾兩地徘徊，最後他的家庭正式搬至新澤西州澤西市，因此他同時懂得英文、法文及沃洛夫語。他於15歲時錄下他的第一首歌《Operations of Nature》，不久後他因偷竊及運載毒品而被拘捕，但於坐牢期間繼續鑽研他的音樂。獲釋後，Akon開始於家中創作及錄製歌曲，其製作的錄音帶使他加入SRC及環球唱片，並於2004年6月推出他的首張唱片Trouble。這張專輯揉合了Akon的柔滑聲線、 西方黑人唱腔以及東岸與南方的節拍。

### 2004–05:Trouble
Akon首張個人專輯Trouble於2004年6月29日推出。這張專輯造就了兩首熱門單曲《Locked Up》及《Lonely》，並帶熱了"Belly Dancer (Bananza)"、"Pot Of Gold"和"Ghetto"。Akon因偷竊而於獄中服了三年刑期，這些經驗使他受到啟發，創作出《Locked Up》，這首歌曲曾經登上美國十大及英國五大。於2005年《Ghetto》成為一首電台熱播歌，這首歌由Green Lantern混音，歌詞中包含了傳奇饒舌者2Pac及The Notorious B.I.G.的作品節錄。同年亦推出他的單曲《Lonely》(歌曲以Bobby Vinton的《Mr. Lonely》作為藍本)，這首歌曾登上Billboard Hot 100頭五位，以及美國、英國和德國每週流行榜中的榜首。他的專輯更於2005年4月攀上英國榜第1位。當音樂頻道The Box推出一個由錄影請求的數量來計算的榜──每週十大，Akon的《Lonely》便成為停留榜首最長時間的單曲，停留時間超越15週。接著Akon推出其他單曲，並於單曲《Moonshine》中找來紐西蘭饒舌者Savage擔任客串，此舉使他於紐西蘭及澳洲取得成功，成為紐西蘭榜中的第1位。2005年，Akon擔任Young Jeezy首張專輯Let's Get It: Thug Motivation 101中的客串後更具名氣，當中客串的歌曲《Soul Survivor》更位列Billboard Hot 100的首五位。

### 2006–07:Konvicted
在2006至2007年期間，Akon與其他歌手一同擠身於於Billboard Hot 100，並且擁有過一段最光榮、成功的時刻──於榜上並列9首歌曲。Akon的第二張專輯名為Konvicted，於2006年11月14日推出。Konvicted包含了與Eminem、Snoop Dogg及Styles P合作的作品。早在2006年8月，Akon率先推出碟中的其中一首單曲《Smack That》，由Eminem客串，這首單曲曾位列Billboard Hot 100中的第2位連續5個星期。《Smack That》的音樂錄影帶由Raymond Garced執導。Konvicted的第二首單曲《I Wanna Love You》於2006年9月推出，這首歌是Akon與Snoop Dogg合作的作品。《I Wanna Love You》為Akon及Snoop分別贏得首次及第二次登上Billboard Hot 100榜首的榮譽，更成為美國榜連續兩星期的榜首。在2007年1月， Akon 推出第三首單曲《Don't Matter》，為他贏得於Hot 100連續兩星期的個人第1名。《Mama Africa》於2007年7月推出，成為第四首單曲。這首歌於英國初次登場時位列第47位。《Sorry, Blame It on Me》是碟中的第五首單曲，於2007年8月初次登場，隨即得到Hot 100的第七位，成為Akon最成功的一次。這首歌原本不是唱片內的歌曲之一，但將會成為2007年8月28日推出的"Konvicted"高級版的一部份。最後的第六首單曲《Never Took the Time》於Akon的一個訪問中確認。Konvicted初次登場就躍至公告牌二百强专辑榜的第2位，首週賣出286,000張。六星期後，Konvicted 於美國本土的銷量上升至100萬張，更創出全球賣出超越130萬張的佳績。這張專輯推出七星期後就獲得白金銷量，十六週後更獲得雙白金銷量。Konvicted連續28週成為公告牌二百强专辑榜頭20位，其中4週更成功達到第2位。目前共銷售了30週，於美國本土賣出240萬張，而全球則共賣出380萬張。
2006年10月5日，Akon的《Smack That》打破Hot 100榜中48年最大的跳升紀錄，由第95位躍升至第7位，最大原因是這首歌以67,000個下載打入Hot Digital Songs 。後來這個紀錄於2007年4月7日被Beyonce和Shakira的《Beautiful Liar》打破，這首歌於Hot 100由第94位跳升至第3位，因為她們的歌於被下載了150,000次而打入Hot Digital Songs。
2006年12月，Akon的《Smack That》獲得第49屆格林美獎的最佳饒舌/演唱對唱提名，但最終輸給Justin Timberlake和T.I.的《My Love》。
2007年7月7日，Akon於紐約市舉行的Live Earth中演出。
2007年4月至7月，Akon於Gwen Stefani的The Sweet Escape Tour中演出。7月至9月，他將會籌備他的世界性巡迴演出Konvicted Tour。9月，Akon將會開始演出Rihanna於加拿大舉行的Good Girl Gone Bad Tour。
2008年7月26日，Akon於香港的亞洲國際博覽館演出，成為第1位於香港舉行White Party的歌手。

### 2008–09:Freedom
2008年12月2日, Akon 第三隻專輯《Freedom》推出。

## 事業上的其他

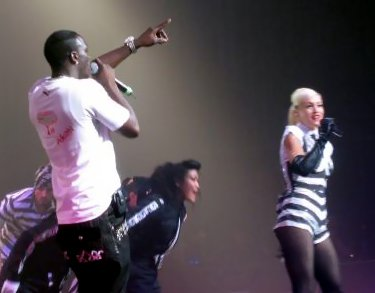
阿肯与格温·史蒂芬尼2007年在美国同台演出

2006年，Akon成立一個隸屬Interscope唱片公司的新唱片公司Kon Live Distribution。第一位簽下的藝人是來自TLC的Chilli。她的首張個人專輯Point of View將會由Kon Live推出。Earl Ray也是屬於這間公司。
他於Gwen Stefani的最新專輯The Sweet Escape中擔任客串。他於主題曲即第二首單曲《The Sweet Escape》中登場，這首歌由Akon製作。2006年10月10日，Akon與Stefani擔任星期六深夜直播節目的嘉賓，但是因為Stefani還沒有記熟歌詞所以他們沒有一起演唱，於是他個人即場演唱。2007年3月28日他在美國偶像中個人演唱，因為Gwen Stefani當晚有其他工作。《The Sweet Escape》位列Billboard Hot 100第2位，並於United World Chart上升至第1位並保持著榜首的位置共8週。這首歌亦是Akon第一個於世界性的榜中得到的第1位。
Akon與Chamillionaire合作他的mixtape，Mixtape Messiah 2。他於《Ridin' Overseas》中客串，這首歌亦是由他製作。這個mixtape後來於2006年12月24日准許於Chamillionaire的網站下載。
Akon與Young Jeezy現在正合作一張專輯。2006年，在他們於2005年合作由Akon製作的單曲《Soul Survivor》後，他們說這個二重唱在未來將會超乎期待。
Akon亦都有出現在Bone Thugs-N-Harmony的專輯Strength and Loyalty、Three 6 Mafiah的第八張專輯Last 2 Walk、DJ Khaled的專輯We The Best、Fabolous的From Nothin' to Somethin'、50 Cent的Curtis S.S.K.其中幾首歌、T.I.的第五張專輯T.I. vs. T.I.P.、Mario的第三張專輯Go!以及為Daddy Yankee製作，於2007年6月5日推出的El Cartel: The Big Boss。
Akon將會擔任Not 4 Sale的執行製作，Kardinal Offishall的第四張個人專輯將會於2007年冬季推出。第一首單曲《Graveyard Shift》由Akon客串，並且是Akon第一次個人製作的繞舌。
Akon保持著於美國偶像最多次以嘉賓形式演出的的紀錄，共兩次。一次是他與Gwen Stefani演唱《The Sweet Escape》，另一次是三星期後當《Don't Matter》成為Billboard榜上的第1位時，他於節目中演唱。

### 電視
Akon

### 電影
Akon計劃拍攝一套叫做Illegal Alien的電影，這套電影是以他人生上的一些事件作為主題，由演員Mekhi Phifer飾演。他亦在CSI滅罪鑑證科叫"Poppin' Tags."的這集中與Obie Trice客串Obie的歌《Snitch》。

### 個人專輯
- 《Trouble》 (2004)
- 《Trouble Deluxe Edition》 (2005)
- 《Konvicted》 (2006)
- 《Freedom》 (2008)
- 《Konvict Allstars》 (2013)
- 《Konvict Jungle》 (2013)
- 《Koncrete》 (2013)

## 獎項
- 全美音樂獎
  - 2007, Favorite Male R&B/Soul Artist (Winner)
  - 2007, Favorite Male Pop/Rock Artist (提名)
  - 2007, Artist of the Year (提名)

- BET奖
  - 2007, Best Male R&B Artist (提名)
  - 2007, Best Collaboration: "I Wanna Love You" with Snoop Dogg (提名)
  - 2007, Best Video of the Year: "I Wanna Love You" with Snoop Dogg (提名)

- BET嘻哈奖
  - 2007, Best Collaboration: "We Takin' Over" with DJ Khaled, T.I., Rick Ross, Fat Joe, Birdman, & Lil Wayne (提名)
  - 2007, People's Champ Award: "We Takin' Over" with DJ Khaled, T.I., Rick Ross, Fat Joe, Birdman, & Lil Wayne (提名)

- 葛來美獎
  - 2008, Best R&B Contemporary Album: Konvicted (提名)
  - 2008, Best Rap/Sung Collaboration: "I Wanna Love You" with Snoop Dogg (提名)
  - 2008, Best R&B Performance by a Duo or Group: "Bartender" with T-Pain (提名)
  - 2008, Best Pop Collaboration w/ Vocals: "The Sweet Escape" with Gwen Stefani (提名)
  - 2007, Best Rap/Sung Collaboration: "Smack That" with Eminem (提名)

- MOBO Award
  - 2007, Best R&B Act (提名)
  - 2007, Best International Act (提名)
  - 2005 - Best African Act

- MTV音樂錄影帶大獎
  - 2007, Best Male Artist (提名)
  - 2007, Most Earth Shattering Collaboration: "The Sweet Escape" with Gwen Stefani (提名)
  - 2007, Most Earth Shattering Collaboration: "Smack That" with Eminem (提名)
  - 2005, MTV2 Award: "Locked Up" (提名)

- MTV歐洲音樂大獎
  - 2007, Best Album: Konvicted (提名)
  - 2005, Best Breakthrough Act (提名)
  - 2005, Best Hip-Hop Act (提名)

- 青少年选择奖
  - 2007, Choice Male Breakthrough Artist (Winner)
  - 2007, Choice R&B Artist (提名)
  - 2007, Choice Love Song: "Don't Matter" (提名)
  - 2007, Choice Music Single: "The Sweet Escape" with Gwen Stefani (提名)

- Vibe Music Awards
  - 2007, Coolest Collaboration: "We Takin' Over" with DJ Khaled, T.I., Rick Ross, Fat Joe, Birdman, & Lil Wayne (提名)
  - 2005, Hottest Hook: "Soul Survivor" (提名)
  - 2004, Hottest Hook: "Locked Up" (提名)

## 外部連結
- Akon官方網站
- Akon的Facebook專頁